# Fiefs
Fiefs é uma comuna francesa na região administrativa de Altos da França, no departamento de Pas-de-Calais. Estende-se por uma área de 10,97 km².

## Geografia
Uma vila agrícola situada a 42 km a noroeste de Arras, na junção das estradas D77 e D92.